# Ninkasi (brasserie)
 (août 2024).
Pour les articles homonymes, voir Ninkasi (homonymie).
Ninkasi est une chaîne de 25 restaurants / bars à bières, une marque de bière artisanale, une brasserie - distillerie française et une salle de concerts française. Elle est fondée en 1997 par Christophe Fargier à Gerland à Lyon. Le réseau de bars-restaurants est présent principalement à Lyon et dans la région.
Le nom Ninkasi est celui de la divinité mésopotamienne de la bière Ninkasi.

## Histoire

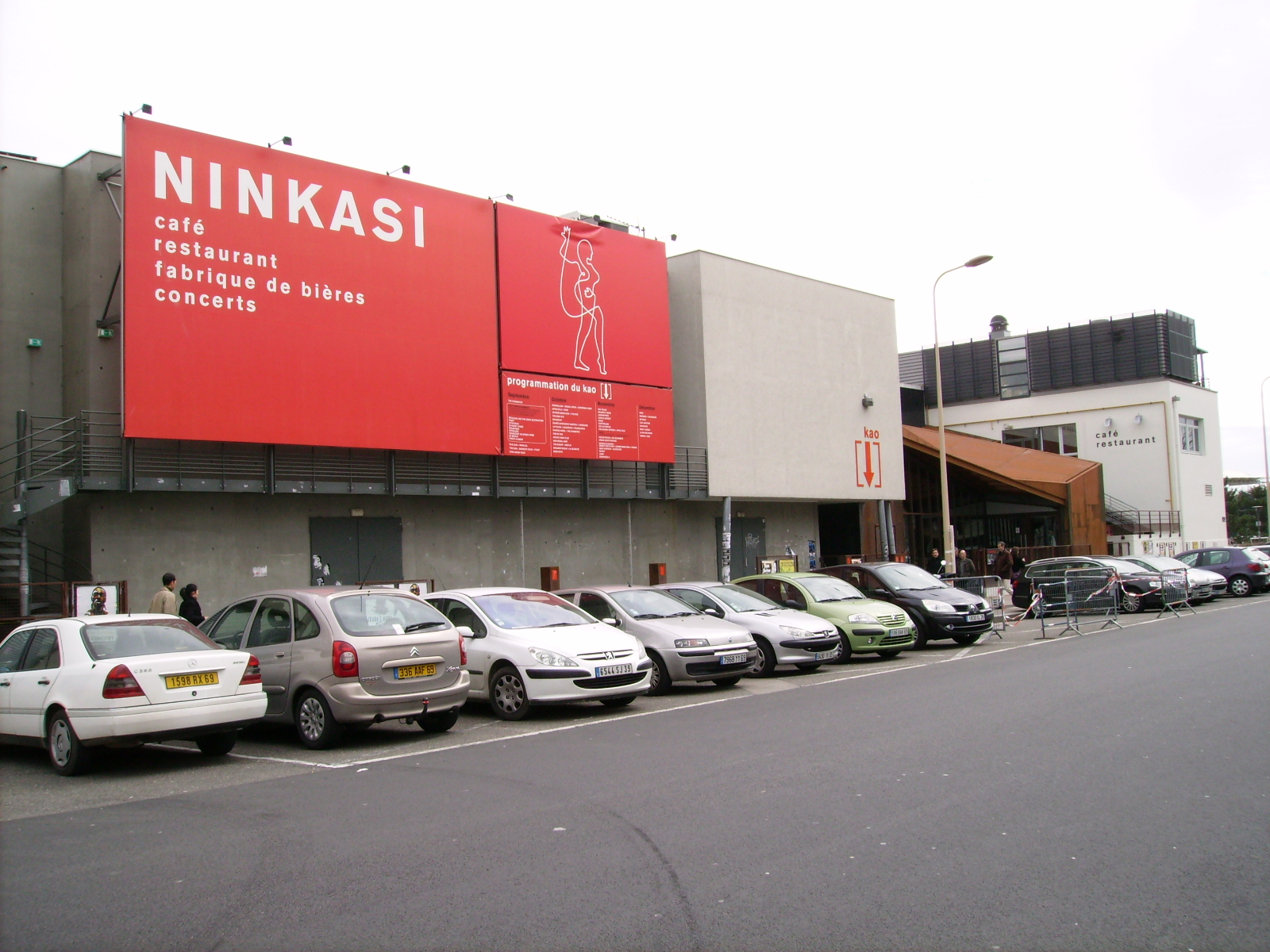
La brasserie historique de Gerland.

Le concept du Ninkasi, importé des États-Unis, est basé sur l'association de la bière, du burger et de la musique, ainsi que le mélange des gens et des genres.
Ouverte initialement dans le quartier de Gerland à Lyon en 1997, la brasserie Ninkasi a ouvert par la suite plusieurs bars et restaurants à Lyon (Hôtel de ville -fermé en 2017-, Ampère -fermé en 2013-, Sans-Souci, Croix-Rousse, Guillotière, Saint Paul -fermé en 2024-, Gorge de Loup et Vaise -ouverture en juin 2018-), Villeurbanne (Gratte-Ciel, Campus de la Doua, La Soie) et Vaulx-en-Velin, ainsi qu'à Tarare (fermé depuis 2024). Plus loin de Lyon, un établissement est inauguré en décembre 2014 aux Menuires en Savoie et une brasserie ouvre mi-avril 2016 à Saint-Romain-en-Gal,. Le concept continue de s'exporter puisqu'en 2017 un nouvel établissement ouvre à Brignais, ont suivi début 2018 des ouvertures à Tignieu et Champagne au Mont d'Or. En 2019 les villes de Bourgoin-Jallieu et Andrézieux-Bouthéon sont également investies ainsi que Saint-Étienne (sa ville natale) dans une ancienne halle de Sam Outillage en face du Zénith, puis Villefranche-sur-Saône en février 2020, et la même année à Aubière (fermé depuis mars 2023), Dijon, et à proximité du Parc Olympique lyonnais en banlieue lyonnaise. Le concept s'exporte en dehors de l'est de la France avec l'ouverture d'une brasserie à Rouen ainsi qu'à Crolles en 2023 puis à Montpellier, Lille et Besançon en 2024.
La brasserie commence sa production en 1997 dans le quartier lyonnais de Gerland.
La place disponible sur le site historique pour brasser devenant insuffisante, l'entreprise a décidé en 2010 d'un futur déménagement vers Tarare, où une fabrique d'une capacité de 20 000 hl a été installée en février 2012, en lieu et place des anciens établissements textiles Marin des « Teintureries de la Turdine » de 7 000 m2, dont la réhabilitation est en partie financée par l’État par une subvention de 500 000 d'euros ; la production à Tarare commence en février 2012. Une distillerie a été installée à Tarare en complément en juillet 2014. La production de vodka démarre en 2015, la même année les whiskies sont mis à vieillir en fût, le premier étant sorti fin 2018. Un gin est également lancé en décembre 2018.

## Activité et produits

### Les bières Ninkasi
La Fabrique de Tarare est installée dans les anciennes teintureries de la ville.
Ninkasi dispose de plusieurs gammes de bières :
- La gamme classique :
  - Ninkasi Blonde, de style Pilsen
  - Ninkasi French IPA, indian pale ale aux ingrédients français
  - Ninkasi Blanche, bière de blé
  - Ninkasi Pale Ale, ambrée historique
  - Ninkasi Triple, style belge très douce
  - Ninkasi Neipa, aromatique et tropicale

Les brasseurs ont également développé une expertise de brassage avec des fleurs. Une blonde à la fleur d’acacia, la Ninkasi Flower Lager, ou encore une bière infusée à la fleur de Sureau, la Ninkasi Flower Blanche.
- Les bières saisonnières :
  - La Ninkasi de Printemps : bière de blé infusée aux fleurs d’hibiscus
  - La Ninkasi Summer Ale, une blonde de style saison vieillie sur copeaux de chêne
  - La Ninkasi Oktoberfest, ambrée caramélisée pour l’automne
  - La Ninkasi de Noël, bière douce de style belge dubbel aux délicates notes fumées

- La gamme  Craft Expérience :
  - Ninkasi Hefeweizen (blanche)
  - Ninkasi Brut IPA (india pale ale)
  - Ninkasi Imperial Kriek (à la cerise)
  - Ninkasi Smoky Ale (ambrée fumée)
  - Ninkasi Quadruple (style belge)
  - Ninkasi Porter de Lyon (brune aux ingrédients locaux)

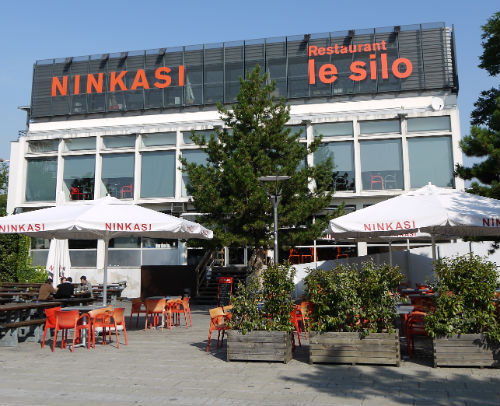
Ninkasi Gerland avant les travaux

  - Cidre infusé au houblon

### Les sodas crafts Ninkasi
La marque se diversifie en produisant ses propres sodas. 
Les sodas crafts sont produits à Tarare en petites séries. Ils sont fabriqués à partir de fleur de houblon. 
- La limonade Ninkasi
- Le Ninkasi Cola
- Le Tonic 100%
- Une Ginger Ale

### Le Ninkasi whisky
La distillerie Ninkasi est située à Tarare La production de whisky débute en 2015. Le Whisky signature de Ninkasi est le Ninkasi Whisky Vieilli en fût de Chardonnay. Pendant 3 ans, le whisky est affiné en barrique avant d’être assemblé et lentement réduit à l’eau douce de Tarare pour atteindre les 46 %.

### Vente et export
Les produits Ninkasi sont en vente dans toutes les enseignes ainsi que sur un site de vente en ligne ouvert en octobre 2016.
Ninkasi exporte ses produits vers l'Italie, et dans six autres pays : Suisse, Corée du Sud, Luxembourg, Pays-Bas, Suède et la Norvège. En 2019 ils débutent également en Asie avec Hong-Kong et Singapour sur le site de mymarket.com.hk et my-market.sg.

## Communication

### Développement durable
Ninkasi investit dans le développement durable : les déchets du malt, les drêches servent de nourriture pour les vaches des exploitations locales. Depuis juillet 2025, Ninkasi est devenu Entreprise à Mission.   